# Code Red (album Sodom)
Code Red – dziewiąty album studyjny niemieckiego zespołu thrash metalowego Sodom wydany 31 maja 1999 roku przez SPV. Album ten był powrotem do klasycznego thrash metalowego brzmienia co ucieszyło wielu fanów.

## Lista utworów
1. „Intro” – 0:48
2. „Code Red” – 3:55
3. „What Hell Can Create” – 3:32
4. „Tombstone” – 3:55
5. „Liquidation” – 2:45
6. „Spiritual Demise” – 2:51
7. „Warlike Conspiracy” – 2:50
8. „Cowardice” – 4:17
9. „The Vice of Killing” – 4:22
10. „Visual Buggery” – 3:13
11. „Book Burning” – 2:34
12. „The Wolf & the Lamb” – 3:19
13. „Addicted to Abstinence” – 2:06

Autorem tekstów i muzyki jest Tom Angelripper

## Twórcy
- Tom Angelripper – Gitara Basowa, Wokal, Słowa, Muzyka
- Bernemann – Gitary
- Bobby Schottkowski – Perkusja